# Kahak
Kahak (pers. کهک) – miasto w środkowym Iranie, w ostanie Kom. W 2006 roku miasto liczyło 2766 mieszkańców w 797 rodzinach.